# Aphobetus cultratus
Aphobetus cultratus är en stekelart som beskrevs av Berry 1995. Aphobetus cultratus ingår i släktet Aphobetus och familjen puppglanssteklar. Inga underarter finns listade i Catalogue of Life.